# Castanopsis hystrix
Castanopsis hystrix ist eine in Südostasien vorkommende Baumart aus der Familie der Buchengewächse (Fagaceae).

## Merkmale
Castanopsis hystrix wächst als immergrüner Baum bis zu 30 Meter hoch. Der Stammdurchmesser erreicht bis zu 90 Zentimeter.
Die gestielten Laubblätter sind zugespitzt, leicht ledrig und gesägt bis manchmal ganzrandig. Die Blätter sind oberseits fast kahl und unterseits rostig behaart, dann verkahlend.
Die männlichen Ähren stehen in rispigen Blütenstände und sind rostig behaart, die weiblichen Ähren stehen einzeln oder zu wenigen zusammen.
Die 3–5 Zentimeter großen Fruchtbecher (Cupulae) sind mit verzweigten und einfachen Stacheln besetzt. Der Stacheln stehen dicht und sind steif, gerade und teils behaart. Jeder Fruchtbecher enthält meist zwei bis vier, kleine, fast kahle Nüsse und bleibt in trockenem Zustand geschlossen.

## Verbreitung und Standorte
Die Art kommt in Thailand, Indien, Myanmar, Laos, Vietnam, China und Taiwan vor. Sie wächst in tieferen immergrünen Bergwäldern.

## Verwendung
Da das Holz hart ist, wird es oft als Bauholz für Schindeln und Balken verwendet.
Die Samen sind essbar.